# آسامی تاکانو
آسامی تاکانو (انگلیسی: Asami Takano؛ زادهٔ ۲۵ اکتبر ۱۹۸۸) صداپیشه اهل ژاپن است. وی از سال ۲۰۱۱ میلادی تاکنون مشغول فعالیت بوده‌است.